# Гюлчилер хамам
Гюлчилер или Гюлшен или Шенгюл или Кури хамам (на македонска литературна норма: Ѓулчилер, Ѓулшен, Шенѓул или Кури амам) е хамам, турска баня в град Скопие, Република Македония. Хамамът е обявен за паметник на културата на 2 юли 1954 година, препотвърдено на 6 септември 1967 година.
Хамамът е разположен в Старата скопска чаршия, пред Куршумли хан. Изграден е от Муследин ходжа във втората половина на XV век. В архитектурно отношение принадлежи към единичните хамами с хармонични размери. Градежът е изключително живописен от камък и тухла. Входният портал от юг е импозантен и богато декориран. Във вътрешността има сталактитна декорация. При Скопското земетресение в 1963 година хамамът е в голяма степен разрушен.